# Organització Revolucionaria d'Estudiants d'Eelam
Organització Revolucionaria d'Estudiants d'Eelam (Eelam Revolutionary Organization of Students, EROS, també anomenada Eelam Revolutionary Organisers (EROS) fou una organització política tàmil de Sri Lanka, fundada el 1975 a Londres sota la direcció de Eliyathamby Ratnasabapathy.
Va iniciar poc després l'activitat armada a la part nord-est de Ceilan i va trobar cooperació amb els musulmans cingalesos. El 1976 els seus quadres es van estendre cap al nord i van col·laborar amb els Tigres d'Alliberament de Tamil Eelam, que encara era un moviment embrionari.
El 1980 EROS va patir una escissió de la que va sorgir el Front d'Alliberament Popular Revolucionari d'Eelam (Eelam People's Revolutionary Liberation Front, EPRLF).
El 1984 va formar part del Front Nacional d'Alliberament d'Eelam (format pels Tigres i altres grups) però el 1986 els Tigres van sortir de l'organització, que va desaparèixer.
El partit es va dividir i finalment es va dissoldre el 1987 i la majoria dels seus militants van passar als Tigres d'Alliberament de Tamil Eelam (LTTE).
Un dels membres del partit, Shankar Rajee, el va refundar i va participar amb aquest nom a les eleccions generals obtenint 13 escons però als anys noranta va començar a declinar. El 2005 va morir Rajee i el seu fill Nesan Thirunesan va agafar la direcció.